# Бердяуш
Бердяуш (на руски: Бердяуш) е селище от градски тип в Русия, разположено в Саткински район, Челябинска област. Населението му към 1 януари 2018 година е 4946 души.